# Luigi Rava

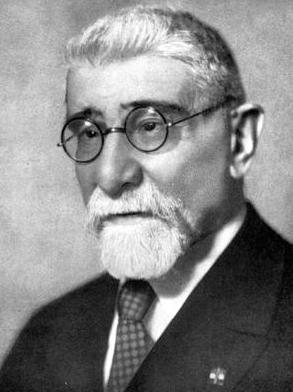

Luigi Rava, född 29 november 1860 i Ravenna, död 12 maj 1938 i Rom, var en italiensk jurist och politiker.
Rava blev professor i förvaltningsrätt vid universitetet i Bologna, invaldes 1890 i deputeradekammaren, var understatssekreterare 1893–96 i postministeriet och 1900–01 i handels- och jordbruksministeriet och 1903–05 handels- och jordbruksminister i Giovanni Giolittis andra ministär. Åren 1906–09 var han, ånyo under Giolitti, undervisningsminister samt återgick därpå till sin professur. Han var slutligen finansminister i Antonio Salandras ministär mars till november 1914.
Rava författade bland annat biografier över filosofen Celso Mancini (1888) och frihetskämpen Angelo Frignani (1898) samt utgav den sistnämndes memoarer (1899).